# 二郎镇 (大竹县)
二郎镇，原为二郎乡，是中华人民共和国四川省达州市大竹县曾经下辖的一个镇。2019年12月，撤销二郎镇，将其所属行政区域划归石河镇管辖。

## 行政区划
二郎镇撤销前下辖以下地区：
街道社区、二郎村、罗家村、白羊村、江水村、新建村和新安村。